# Bronsguldstekel
Bronsguldstekel (Hedychridium coriaceum) är en stekelart som först beskrevs av Anders Gustav Dahlbom 1854.  Arten ingår i släktet sandguldsteklar (Hedychridium), och familjen guldsteklar. Enligt den svenska rödlistan är arten nära hotad i Sverige. Arten förekommer i Götaland, Öland och Svealand. Arten har tidigare förekommit i Nedre Norrland men är numera lokalt utdöd. Artens livsmiljö är stadsmiljö, jordbrukslandskap, skogslandskap.